# 4626 Plisetskaya
4626 Plisetskaya је астероид главног астероидног појаса чија средња удаљеност од Сунца износи 2,272 астрономских јединица (АЈ).
Апсолутна магнитуда астероида је 12,9.